# Asimina oboreticulata
Asimina oboreticulata är en kirimojaväxtart som beskrevs av Delaney. Asimina oboreticulata ingår i släktet Asimina och familjen kirimojaväxter. Inga underarter finns listade i Catalogue of Life.